# Everett, Massachusetts

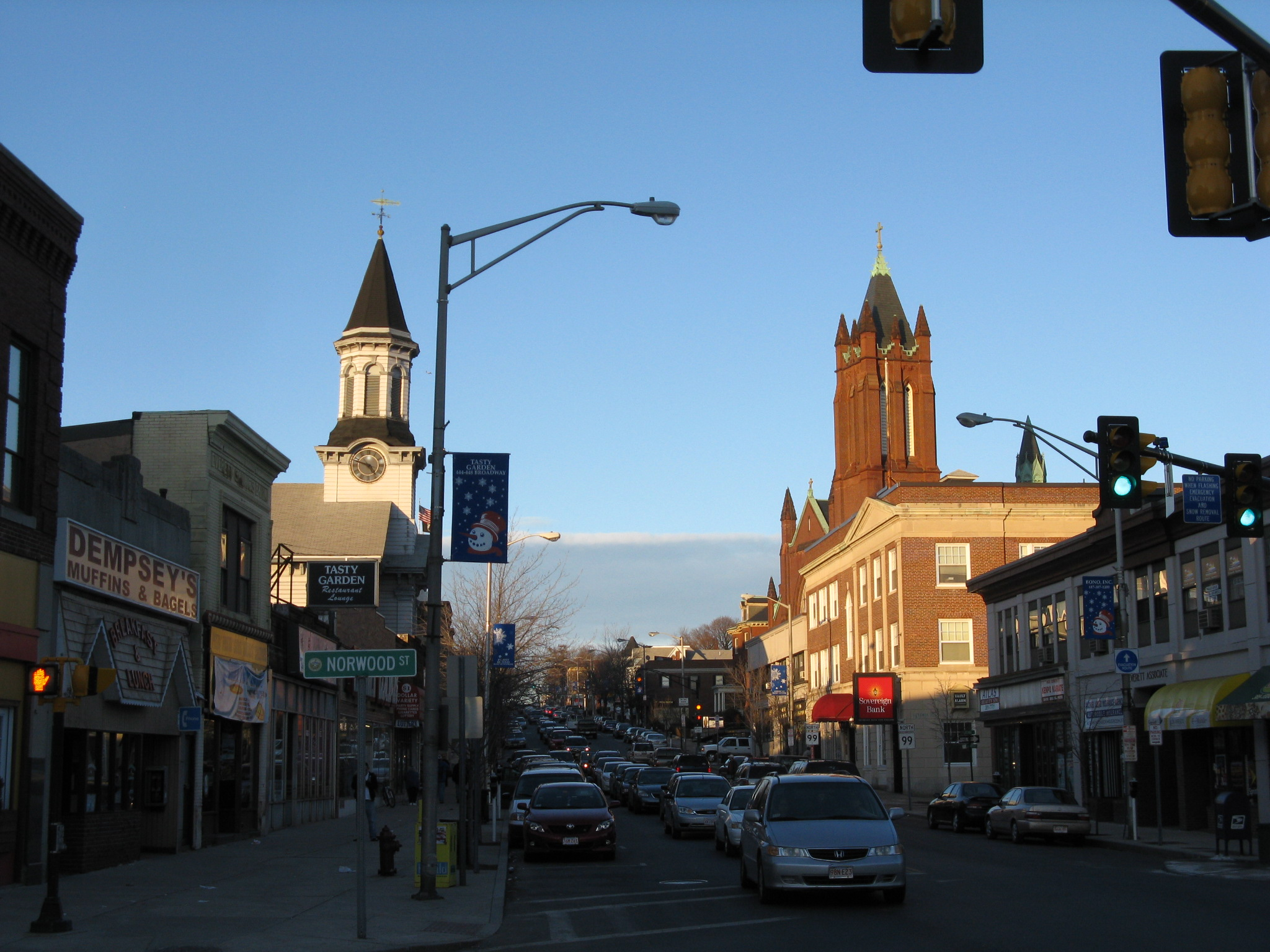

Everett, Massachusetts là một thành phố thuộc quận Middlesex trong tiểu bang thịnh vượng chung Massachusetts, Hoa Kỳ. Thành phố có tổng diện tích km², trong đó diện tích đất là km². Theo điều tra dân số Hoa Kỳ năm 2010, thành phố có dân số 41.667 người.
Everett là thành phố duy nhất còn lại tại Hoa Kỳ với một cơ quan lập pháp lưỡng viện, trong đó bao gồm Ủy ban bảy thành viên Aldermen và một Hội đồng 18 thành viên thông thường.
Everett ban đầu là một phần của Charlestown, và sau đó Malden. Nó được đặt tên theo Edward Everett, một chính trị gia và giáo dục. George Washington cũng đến thăm thành phố trên ở bệnh viện trên đồi và bây giờ được đặt tên là đồi George Washington.